# Syndipnus angulinervis
Syndipnus angulinervis är en stekelart som först beskrevs av Per Abraham Roman 1914.  Syndipnus angulinervis ingår i släktet Syndipnus och familjen brokparasitsteklar. Arten är reproducerande i Sverige. Inga underarter finns listade i Catalogue of Life.